# Marc Brustenga Masagué
Marc Brustenga Masagué   (Santa Eulàlia de Ronçana, 4 de setembre de 1999) és un ciclista català, professional des del 2022 que corre amb l'equip de UCI World Tour Trek-Segafredo.
Va ser seleccionat a la selecció espanyola l'any 2016 per participar en els júniors (sub-19) de París-Roubaix. El 2018 va decidir marxar a França en un moviment atípic que el faria créixer com a corredor; va incorporar-se al Vélo-Club La Pomme Marseille. Després de tres temporades a França, va decidir tornar a Espanya el 2021 signant amb el filial del Caja Rural-Seguros RGA.
L'any 2022 signa amb l'equip World Tour Trek-Segafredo i a la primera cursa UCI World Tour que disputa, l'UAE Tour aconsegueix ser Top-10 en una etapa. Durant aquest primer any el millor resultat serà un vuitè lloc a la 4a etapa de la Volta a Croàcia.
El seu segon any com a professional, el 2023, va estar marcat per les lesions que el van perjudicar de mostra el seu nivell, el millor resultat aconseguit fou la quarta plaça a la 1a etapa de l'Arctic Race of Norway 2023. A finals d'any signa dues temporades per l'equip Kern Pharma.

## Palmarès
- 2016
  - 2n a la Cursa Ciclista del Llobregat
- 2017
  - Vencedor d'una etapa del Tour de Valromey
- 2018
  - Gran Premi Sant Pere
- 2019
  - Gràns Classiques
  - Tour de l'Agglomération Saint-Avold Synergie
  - Vencedor d'una etapa del Tour de Chablais
- 2020
  - Campió de Catalunya en ruta (Clàssica Isaac Gálvez)
  - Vencedor de 2 etapes dels Quatre dies d'As-en-Provence
- 2021
  - Campió de Catalunya en ruta (Clàssica Isaac Gálvez)
  - 1r als Boucles de l'Essor
  - 1r a la Zumaiako Saria
  - 1r a l'Aiztondo Klasika
  - 1r al Gran Premi de la vila de Vigo
  - Vencedor d'una etapa de la Volta a Galícia